# アルダシール2世
アルダシール2世（Ardashir II, 生没年不詳）は、サーサーン朝ペルシア帝国の第10代君主（シャーハーン・シャー、在位：379年 - 383年）。先々代ホルミズド2世の息子で、先代シャープール2世の兄弟であると言われる。サーサーン朝の君主となる前はアディアベネの王であった。

## 概要
サアーリビー（ペルシアの諸王の歴史）とフィルドゥシーの「王の書」によると、シャープール2世は1歳年下の弟を次の君主に指名し、幼い息子が成人したときに譲位するように遺言したとある。事実そのように王位は継承された。
貴族たちの権勢はシャープール2世の時代に既に強くなっており、アルダシール2世は4年で廃位され、シャープール3世に譲位した。
アルメニアでは親ローマ派と親ペルシア派の対立が増し、アルサケス王家の血を引くマニュエルが王パーラの未亡人を擁立して、自身が筆頭司令官となりペルシアの軍隊を駐留させた。しかしマニュエルは虚報によってこれを叩いてしまい、混乱の最中に自身も死ぬ。緩衝地帯の混乱は両国にとっても好ましい状況ではなく、テオドシウス1世とアルダシールの間に平和条約が結ばれた。アルダシール2世は383年には退位したため、実際には384年にシャープール3世との間で結ばれた。